# Cyaniris
Cyaniris — род дневных бабочек из семейства голубянки.

## Описание
Половой диморфизм у европейских видов ярко выраженный. Верхняя сторона крыльев у самцов синяя, у самок бурая. На нижней стороне крыльев в центральной ячейке переднего крыла пятна отсутствуют. Прикраевой рисунок на нижней стороне крыльев полностью или частично редуцирован. Голова с глазами, покрытыми короткими торчащими волосками. Булава усиков образована 13 члениками. Копулятивный аппарат самцов характеризуется относительно коротким эдеагусом с притупленной вершиной. Вершина ункуса узкая, а его основание — расширено.

## Систематика
Палеарктический род с двумя видами.
- Cyaniris semiargus (Rottemburg, 1775)
- Cyaniris bellis (Freyer, 1845)